# Rifargia molleri
Rifargia molleri är en fjärilsart som beskrevs av William Schaus 1939. Rifargia molleri ingår i släktet Rifargia och familjen tandspinnare. Inga underarter finns listade.